# تشارلز ناثان
تشارلز ناثان (بالإنجليزية: Charles Nathan)‏ هو سياسي أسترالي، ولد في 23 يوليو 1870 في ساوث ملبورن في أستراليا، وتوفي في 5 يونيو 1936 في برث في أستراليا. حزبياً، نشط في Nationalist Party (Australia) ‏.